# Coalicio Valenciana
Coalicio Valenciana [sic] (CV) (Coalición Valenciana, en castellà) va ser un partit polític blaver, considerat com ultradretà. Fundat en 2004 per l'expresident del Grup d'Accio Valencianista Juan García Sentandreu, el seu àmbit d'actuació va ser el País Valencià.

## Gènesi

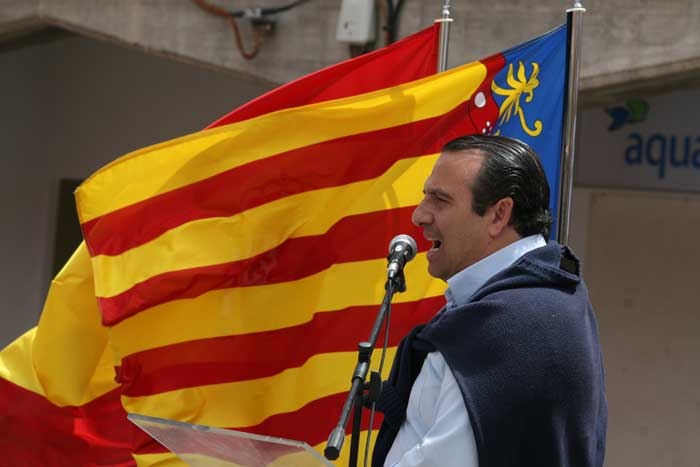
Sentandreu en un míting de Coalició Valenciana.

Després de la desfeta electoral d'Unió Valenciana Juan García Sentandreu proposà la formació d'un nou partit. Segons els estatuts, Coalició Valenciana s'autodefinia com un partit que defensa un foralisme constitucional espanyol oposant-se per tant a qualsevol vincle econòmic, històric, cultural o polític entre els distints territoris de parla catalana. En ell es van integrar alguns xicotets partits polítics extraparlamentaris, com el Partit Regional de la Comunitat Valenciana, el Partit Blasquista Autonomista (d'ideologia republicana), i altres partits producte d'escissions d'Unió Valenciana, com Identitat del Regne de València o Renovació Valencianista. En la seua línia espanyolista va firmar acords electorals amb el PADE (Partit Demòcrata Espanyol), l'Organització Independent Valenciana i el Grup Independent Valencià (Gival), aquest últim una escissió a la dreta del PP de curta durada, circumscrit a la ciutat de Gandia, on mai va obtenir representació.
Este partit fomentava el secessionisme lingüístic del valencià, considerant-se com un partit partidari de les normes del Puig, rebutjant les directrius acadèmiques formulades pels filòlegs de l'Acadèmia Valenciana de la Llengua. A més però, Coalició Valenciana tampoc no acceptava les últimes modificacions que havia aprovat la secessionista Real Acadèmia de Cultura Valenciana, de manera que Coalició Valenciana formà una ortografia particular al seu gust perquè acusava a la Real Acadèmia de Cultura Valenciana d'haver fet reformes "catalanistes"; és per això que quan es visitava la seua pàgina web o es llegien els seus comunicats, els que no eren fets en espanyol, s'observava que no feien servir accents i algunes particularitats no reconegudes per cap Acadèmia. Per tot això també escrivien el nom del partit sense accent: "Coalicio Valenciana", tal com es feia a les Normes del Puig entre 1982 i 2003.

## Presentació i primer fracàs electoral
Coalició Valenciana arribà a tindre representació en les Corts Valencianes en la legislatura 2003-2007, concretament a través del diputat trànsfuga Francisco Javier Tomás Puchol, qui en abandonar el grup popular en 2005, va ostentar el càrrec de portaveu del grup parlamentari mixt. El partit es presentà a les eleccions autonòmiques i municipals del País Valencià en 2007, on no va obtenir la representació esperada, en obtenir sols 17.331 vots (0,72%), sent la cinquena llista més votada al País Valencià, per darrere del PP, el PSPV i Compromís pel País Valencià (coalició d'Esquerra Unida i BLOC), llistes que van obtenir representació parlamentària a les Corts, així com d'Unió Valenciana-Els Verds Ecopacifistes-Unió de Centre Liberal (UV-LVE-UCL), els quals van obtenir 22.789 vots (0,95%) i no van arribar a obtenir representació parlamentària.

## Segon fracàs electoral i dissolució
Malgrat el fracàs de les eleccions del 2007, el seu líder, García Sentandreu va argumentar que era qüestió de temps que la gent s'adonara que el seu projecte polític tenia futur i començara a votar-los. Després de quatre anys, realitzades grans despeses en propaganda que han totalitzat fins a 5.000.0000 d'euros, en les Eleccions a les Corts Valencianes de 2011 la formació només va obtindre 9.300 vots, encara menys que en 2007. Transcorreguts uns dies de les eleccions la direcció del partit va decidir per 28 vots a favor i 2 en contra «suspendre les seues activitats polítiques i òrgans de l'actual estructura a excepció de les regidories tretes en els pobles, als que es donarà l'oportuna cobertura». García Sentandreu reconeixia en el comunicat de dissolució que«Coalició no té un substrat sòlid com per mantindre's quatre anys més», concloent que mantindre la formació «és humiliar-nos més davant d'una societat que, no ens enganyem, ens ha donat políticament l'esquena». El comunicat final reconeixia que ideari «no té unes arrels sòlides dins el cos i l'ànim del poble valencià» però advertia que volien continuar «lluitant al carrer» a través del Grup d'Accio Valencianista (GAV).

### Valoració final de García Sentandreu
El seu líder García Sentandreu s'acomiadà en el seu blog personal insultant a Chiquillo, Ramón-Llin, Esteve, Fernando Giner, Vicente Ferrer, mentre acusava de traïció a Lo Rat Penat i a la Real Acadèmia de Cultura Valenciana, concloent que la culpa del seu fracàs electoral era de la societat valenciana, a la qual García Sentandreu titllava d'«irresponsable» perquè no l'havien votat a ell. Finalitzava doncs sentenciant que havia intentat ressuscitar el projecte polític que havia deixat orfe Unió Valenciana una dècada abans, però que transcorreguts tots estos anys no havia estat possible ressuscitar-lo.

## Joventuts
Les joventuts de Coalició Valenciana es van anomenar Joventuts Polítiques de Coalició Valenciana.
El seu president va ser Víctor Saiz Castelló. Saiz va ser denunciat per Esquerra Unida del País Valencià quan en desembre de 2009 van aparéixer a la seua seu de Mislata pintades amb el missatge "Atenció Panca: Zona Blava" i "No mos fareu catalans", signades per Coalició Valenciana. Coalició Valenciana va negar tota participació de militants de Coalició Valenciana en l'acte, incloent-hi a Saiz, natural de Mislata.
En maig de 2012, Víctor Saiz va ser cridat a declarar a la Ciutat de la Justícia de València Ciutat acusat d'un atemptat contra la seu de Compromís per València. Tot i que va ser gravat per una càmera de seguretat mentre realitzava l'atac, no es va presentar al judici.